# أندرو د. كريستي
أندرو د. كريستي (بالإنجليزية: Andrew D. Christie)‏ هو قاضي أمريكي، ولد في 11 فبراير 1922 في سينسيناتي في الولايات المتحدة، وتوفي في 28 مايو 1993 في ويلمنغتون في الولايات المتحدة.